# Меднес
„Меднес“ (на английски: Madness) е английска ска и поп група, формирана през 1976 г.
Постига най-големи успехи в началото до средата на 1980-те години, като успява да се задържи повече от която и да е друга група на върха на британските класации.

## Албуми
- One Step Beyond..., 1979, UK #2
- Absolutely, 1980, UK #2
- 7 1981, UK #5
- The Rise & Fall, 1982, UK #10
- Keep Moving, 1984, UK #6
- Mad Not Mad, 1985, UK #16
- The Madness, 1988, UK #65
- Wonderful, 1999, UK #17
- The Dangermen Sessions Vol. 1, 2005, UK #11

## Награди
Първата значителна музикална награда за групата идва през 1983 г., когато печелят „Ivor Novello Award“ за най-добра песен за международния хит „Our House“. Отличени са с още една награда „Ivor Novello Award“ 17 години по-късно за най-добра колекция песни (Outstanding Song Collection).